# Ласем
Ласем (перс. لاسم) — село в Ірані, у дегестані Бала-Ларіджан, у бахші Ларіджан, шагрестані Амоль остану Мазендеран. За даними перепису 2006 року, його населення становило 44 особи, що проживали у складі 20 сімей.

## Клімат
Середня річна температура становить 5,21 °C, середня максимальна – 21,55 °C, а середня мінімальна – -11,59 °C. Середня річна кількість опадів – 205 мм.
| Клімат поселення                              | Клімат поселення | Клімат поселення | Клімат поселення | Клімат поселення | Клімат поселення | Клімат поселення | Клімат поселення | Клімат поселення | Клімат поселення | Клімат поселення | Клімат поселення | Клімат поселення | Клімат поселення |
| Показник                                      | Січ.             | Лют.             | Бер.             | Квіт.            | Трав.            | Черв.            | Лип.             | Серп.            | Вер.             | Жовт.            | Лист.            | Груд.            |                  |
| Середній максимум, °C                         | −2,52            | −2,01            | 2,17             | 9,45             | 14,08            | 18,00            | 21,55            | 21,10            | 17,57            | 11,81            | 6,03             | 0,88             |                  |
| Середня температура, °C                       | −7,06            | −6,56            | −2,38            | 4,90             | 9,52             | 13,45            | 16,82            | 16,37            | 12,84            | 7,08             | 1,30             | −3,84            |                  |
| Середній мінімум, °C                          | −11,59           | −11,11           | −6,92            | 0,36             | 4,99             | 8,90             | 12,10            | 11,65            | 8,11             | 2,36             | −3,43            | −8,56            |                  |
| Норма опадів, мм                              | 20               | 24               | 42               | 35               | 29               | 8                | 6                | 3                | 1                | 9                | 12               | 16               |                  |
| Середньомісячна швидкість вітру, м/с          | 1.02             | 1.91             | 2.28             | 2.22             | 2.22             | 1.94             | 1.83             | 1.65             | 1.71             | 1.72             | 1.70             | 1.17             |                  |
| Середньомісячна сонячна радіація, кДж/м²·день | 9491             | 12133            | 14485            | 17798            | 21651            | 25577            | 25428            | 23441            | 20317            | 15010            | 10912            | 8989             |                  |
| --------------------------------------------- | ---------------- | ---------------- | ---------------- | ---------------- | ---------------- | ---------------- | ---------------- | ---------------- | ---------------- | ---------------- | ---------------- | ---------------- | ---------------- |
| Джерело:                                      |                  |                  |                  |                  |                  |                  |                  |                  |                  |                  |                  |                  |                  |